# Robert Ballaman
Robert Ballaman   (Reconvilier, 21 de juny de 1926 - Zúric, 5 de setembre de 2011) fou un futbolista suís dels anys 50.
Disputà un total de 50 partits amb la selecció de Suïssa entre 1948 i 1961, marcant 18 gols. En fou capità entre 1964 i 1961 i participà en el Mundial de 1954 en el qual marcà quatre gols.
Pel que fa a clubs, destacà defensant els colors de FC Bienne i Grasshopper-Club.

## Palmarès
- Lliga suïssa de futbol: 1947, 1952, 1956
- Copa suïssa de futbol: 1952, 1956